# Championnat d'Irlande de football 1995-1996
Navigation
Édition précédente Édition suivante
Le Championnat d'Irlande de football en 1995-1996. St. Patrick's Athletic FC gagne le championnat pour la cinquième fois.
En First Division Home Farm change de nom et devient Home Farm Everton. Ceci est dû à une association avec le club anglais Everton FC.
À la fin de la saison descendent en First Division Galway United, Drogheda United et Athlone Town et montent en Premier Division Bray Wanderers, Finn Harps et Home Farm Everton.
Dans le match de promotion/relégation Home Farm Everton a battu Athlone Town 4 tirs au but à 3 après avoir été à égalité 2-2 sur les matchs aller-retour (2-0 puis 0-2) et gagné ainsi le droit de monter en Premier Division. 

## Les 22 clubs participants
| Premier Division - Athlone Town - Drogheda United - Bohemians FC - Cork City FC - Derry City FC - UC Dublin - Dundalk FC - Galway United - St. Patrick's Athletic FC - Shamrock Rovers - Shelbourne FC - Sligo Rovers | First Division - Bray Wanderers - Cobh Ramblers FC - Finn Harps - Home Farm Everton - Kilkenny City AFC - Limerick FC - Longford Town - Monaghan United - Saint James's Gate FC - Waterford United |

## Classement

### Premier Division
| Place | Club                      | Points | Victoires | Nuls | Défaites | Buts pour | Buts contre | Différence |
| ----- | ------------------------- | ------ | --------- | ---- | -------- | --------- | ----------- | ---------- |
| 1er   | St. Patrick's Athletic FC | 67     | 19        | 10   | 4        | 53        | 34          | +19        |
| 2e    | Bohemians FC              | 62     | 18        | 8    | 7        | 60        | 29          | +31        |
| 3e    | Sligo Rovers              | 55     | 16        | 7    | 10       | 45        | 38          | +5         |
| 4e    | Shelbourne FC             | 54     | 15        | 9    | 9        | 45        | 33          | +12        |
| 5e    | Shamrock Rovers           | 50     | 14        | 8    | 11       | 32        | 32          | 0          |
| 6e    | Derry City FC             | 46     | 11        | 13   | 9        | 50        | 38          | +12        |
| 7e    | Dundalk FC                | 42     | 11        | 9    | 13       | 38        | 39          | -1         |
| 8e    | UC Dublin                 | 42     | 12        | 6    | 15       | 38        | 40          | -2         |
| 9e    | Cork City FC*             | 41     | 12        | 8    | 13       | 37        | 41          | -4         |
| 10e   | Athlone Town              | 31     | 8         | 7    | 18       | 38        | 59          | -21        |
| 11e   | Drogheda United           | 30     | 7         | 9    | 17       | 39        | 51          | -12        |
| 12e   | Galway United             | 21     | 5         | 6    | 22       | 26        | 67          | -41        |

(*) 3 points ont été retires à Cork City

### First Division
| Place | Club                  | Points | Victoires | Nuls | Défaites | Buts pour | Buts contre | Différence |
| ----- | --------------------- | ------ | --------- | ---- | -------- | --------- | ----------- | ---------- |
| 1er   | Bray Wanderers        | 55     | 16        | 7    | 4        | 53        | 21          | +32        |
| 2e    | Finn Harps            | 49     | 14        | 7    | 6        | 50        | 25          | +25        |
| 3e    | Home Farm Everton     | 46     | 14        | 4    | 9        | 43        | 34          | +9         |
| 4e    | Cobh Ramblers FC      | 43     | 10        | 13   | 4        | 30        | 15          | +15        |
| 5e    | Saint James's Gate FC | 38     | 9         | 11   | 7        | 35        | 30          | +5         |
| 6e    | Limerick FC           | 36     | 10        | 6    | 11       | 36        | 34          | +2         |
| 7e    | Kilkenny City AFC     | 35     | 8         | 9    | 10       | 33        | 38          | -5         |
| 8e    | Waterford United      | 34     | 9         | 7    | 11       | 37        | 40          | -3         |
| 9e    | Longford Town         | 21     | 5         | 6    | 16       | 26        | 46          | -20        |
| 10e   | Monaghan United       | 11     | 2         | 5    | 20       | 10        | 70          | -60        |

## Source
- (en) Alex Graham, Football in the Republic of Ireland : a Statistical Record 1921–2005, Soccer Books Ltd, novembre 2005, 142 p. (ISBN 978-1862231351).